# Maccabi Jaffa Football Club
Maillots
Le Maccabi Jaffa Football Club (en hébreu : מכבי קביליו יפו), plus couramment abrégé en Maccabi Jaffa, est un ancien club israélien de football fondé en 1949 et disparu en 2000, et basé dans la ville de Tel Aviv-Jaffa.

## Palmarès
| \| - Championnat d'Israël : - Vice-champion : 1961-62, 1963-64 et 1976-77. - Championnat d'Israël D2 (4) : - Champion : 1954-55, 1970-71, 1994-95 et 1997-98. \| \| - Coupe d'Israël : - Finaliste : 1956-57. \| |  |                                           |
| - Championnat d'Israël : - Vice-champion : 1961-62, 1963-64 et 1976-77. - Championnat d'Israël D2 (4) : - Champion : 1954-55, 1970-71, 1994-95 et 1997-98.                                                       |  | - Coupe d'Israël : - Finaliste : 1956-57. |